# 프티 (포르투갈의 축구 선수)
아르만두 곤살베스 테이셰이라(포르투갈어: Armando Gonçalves Teixeira, 1976년 9월 25일, 스트라스부르 ~ )는 흔히 프티(포르투갈어: Petit)로 알려진 포르투갈의 전 축구 선수로, 포지션은 수비형 미드필더다.
그는 작은 몸집과 프랑스 출신이라는 점으로 때문에 "프티"라는 별명을 얻었다. 그는 거친 몸싸움 때문에 팬들로부터 투견이라는 별명을 얻었으며, 그 외에도 강력한 아웃사이드 샷 능력을 가지고 있다.
보아비스타 FC의 포르투갈 리그 우승을 도운 뒤, 프티는 SL 벤피카에서 200번이 넘는 공식경기에 출장하였고, 3회 이상의 주요 타이틀을 획득하였다. 그는 2000년대 포르투갈 축구 국가대표팀의 일원으로 월드컵에 두 차례 참여하였고, 이중 2006년에는 4위로 마감하였다. 그 외에도 다수의 유럽 대회에 참가하였다.

## 클럽 경력
프티는 프랑스의 스트라스부르에서 포르투갈인 부모님으로부터 태어났고, 그가 갓 태어났을 때 포르투갈로 이주하였다. 4년동안 평범한 클럽에서 뛴 후, 그는 포르투갈 1부 리그의 길 비센테 FC로 이적하였고, 그곳에서 핵심 선수로 뛰었으며, 바르셀루스를 연고로 하는 이 클럽의 최고 성적 (5위, UEFA 컵 예선에서 탈락) 을 기록하는데 도움을 주었다.
1시즌 후, 프티는 보아비스타 FC로 이적하여 클럽의 현재까지 유일한 타이틀을 획득하였고, 첫 UEFA 챔피언스리그를 경험하였다.
2002년, 그는 이적대상 우선순위였던 SL 벤피카로 이적하였다. 그의 벤피카와의 세 번째 해, 그는 29번의 리그 경기에 출장하여 2골을 기록하였고, 벤피카의 11년만의 정상 등극을 경험하였다. 2005-06 시즌 UEFA 챔피언스리그에서 인상적인 모습을 보인 벤피카는 FC 바르셀로나에 8강전에서 패하였고, 맨체스터 유나이티드 FC와 올랭피크 리옹은 그에 대해 관심을 가졌으나, 2년 더 벤피카에 잔류하였다.
2008년 7월 29일, 프티는 독일의 1. FC 쾰른과 계약하였다. 8월 7일, 그는 DFB-포칼 1라운드, SV 니더라우어바흐전에서 첫골을 기록하였다. 11월 1일, 그는 VfB 슈투트가르트전에서 90분에 분데스리가 첫골을 기록하였고, 팀은 3-1 승리를 기록하였다. 프티는 2008-09 시즌 분데스리가를 34경기 중 31경기에 출장하며 성공적으로 마감하였고, 쾰른은 안정적으로 중위권을 차지하였다.

## 국가대표 경력
프티는 2001년 6월 2일, 포르투갈 축구 국가대표팀 데뷔전을 1-1로 비긴 아일랜드와의 2002년 FIFA 월드컵 예선전에서 치루었다. 프티는 2002년 FIFA 월드컵 최종 엔트리에 포함되었고 UEFA 유로 2004의 준우승 멤버들 중 하나였다.
프티는 러시아와의 2006년 FIFA 월드컵 예선에서 프리킥으로 2차례 득점하였고, 팀은 7-1로 승리하였다. 이로써 포르투갈은 사상 최초로 2연속 월드컵 본선 진출에 성공했다. 프티는 잉글랜드와의 8강전 승부차기에서 세번째 키커로 나가 성공하면서 팀의 3대 1 승리에 일조했지만, 독일과의 3, 4위전에서 자책골을 넣었고, 그는 토너먼트에서 자책골을 넣은 4번째 선수가 되었다.
프티는 UEFA 유로 2008에도 참여하였고, 포르투갈은 8강에 진출하였다. 유로 2008 이후, 프티는 32세의 나이로 국가대표팀 은퇴를 선언하였다. 그는 국가대표팀 경기에 총 57경기 출장하여 4골을 기록하였다.

## 수상
보아비스타 FC
- 포르투갈 리그: 2000-01
- 포르투갈 슈퍼컵 준우승: 2001

SL 벤피카
- 포르투갈 리그: 2004-05
- 포르투갈 컵: 2003-04
- 포르투갈 슈퍼컵: 2005

포르투갈 국가대표팀
- UEFA 유럽 축구 선수권 대회 준우승: 2004
- FIFA 월드컵 4위 : 2006
- UEFA U-16 챔피언쉽: 1996

개인
- 포르투갈 올해의 선수: 2001
- 포르투갈 골든 볼: 2006

훈장
- 명예훈장: 2006[3]